# Withermarsh Green

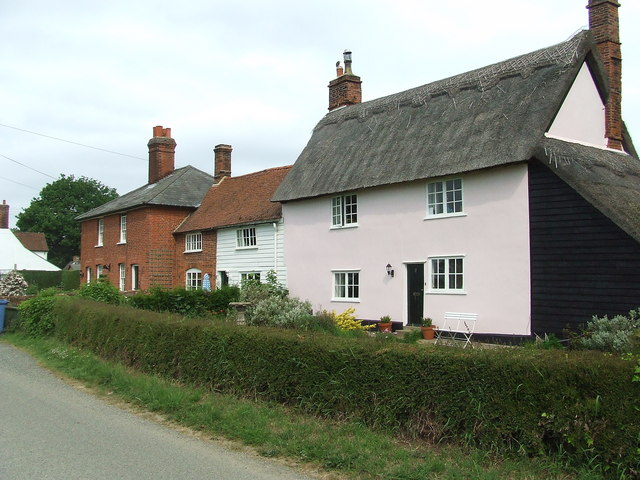
Withermarsh Green

Withermarsh Green är en by (village) i Suffolk, i östra England. Den har en kyrka. Withermarsh Green ligger nära byarna Stoke-by-Nayland och Shelley.